# Zoé De Grand Maison
Zoé De Grand Maison (* 3. Mai 1995 in Montreal, Quebec, Kanada) ist eine kanadische Charakterschauspielerin in Film und Fernsehen. Bekannt wurde sie vor allem in den 2010er-Jahren durch ihre Rolle in Orphan Black als Gracie Johanssen Rollins.

## Leben und Karriere
Die 1995 in Kanada geborene Zoé De Grand Maison ist seit Beginn der 2010er Jahre im Filmgeschäft tätig. Ihr Fernsehdebüt gab sie 2012 in einer Folge der Serie Saving Hope. Weitere Auftritte hatte sie in Fernsehfilmen und populären Fernsehserien wie: Played, Motive, Murdoch Mysteries, Rookie Blue, Wayne oder der Serie Fortunate Son. Von 2014 bis 2017 spielte sie in der von John Fawcett produzierten kanadisch-US-amerikanischen Science-Fiction-Serie Orphan Black mit Tatiana Maslany in 17 Folgen die Rolle der Gracie Johanssen Rollins. Eine weitere komplexere TV-Rolle spielte sie in der Fernsehserie Riverdale, wo sie von 2018 bis 2020 in 17 Episoden den Charakter der Evelyn Evernever verkörperte.
Ihr Spielfilmdebüt gab sie 2015 unter der Regie von Grant Harvey und Steven Hoban in dem Episoden-Horrorfilm A Christmas Horror Story. 2017 spielte sie die Rolle der Katia in dem Filmdrama Adam’s Testament der Regisseure Jason Barbeck und Rafael Kalamat.

## Auszeichnungen
Young Artist Award
- 2015: Nominierung mit dem Young Artist Award in der Kategorie Best Performance in a TV Series - Recurring Young Actress 17-21 bei den Young Artist Awards 2015 für Orphan Black
- 2015: Auszeichnung mit dem Young Artist Award in der Kategorie Best Performance in a TV Series - Guest Starring Young Actress 17-21 bei den Young Artist Awards 2015 für Motive

International Christian Film Festival
- 2017: Auszeichnung mit dem Festival Award in der Kategorie Best Actress: Feature Film beim International Christian Film Festival für Adam’s Testament

## Filmografie (Auswahl)

### Kino
- 2015: A Christmas Horror Story
- 2017: Adam’s Testament
- 2023: Organ Trail

### Fernsehen
- 2012: Saving Hope (Fernsehserie, Episode 12x01)
- 2012: An Officer and a Murderer (Fernsehfilm)
- 2013: Played (Fernsehserie, 4 Episoden)
- 2014: Motive (Fernsehserie, Episode 2x09)
- 2014–2017: Orphan Black (Fernsehserie, 17 Episoden)
- 2015, 2024: Murdoch Mysteries (Fernsehserie, 2 Episoden)
- 2015: Bad Hair Day (Fernsehfilm)
- 2015: Rookie Blue (Fernsehserie, Episode 6x02)
- 2016: Pregnant at 17 (Fernsehfilm)
- 2017: Sea Change (Fernsehfilm)
- 2017: Stickman (Fernsehfilm)
- 2018–2020, 2023: Riverdale (Fernsehserie, 21 Episoden)
- 2019: Wayne (Fernsehserie, 2 Episoden)
- 2020: Fortunate Son (Fernsehserie, 7 Episoden)
- 2022: EZRA (Fernsehserie, 2 Episoden)
- 2025: Hudson & Rex (Fernsehserie, Episode 7x06)
- 2025: Der Sommer als ich schön wurde (Fernsehserie, Staffel 3)

### Kurzfilme
- 2015: Bloom
- 2017: Morning After
- 2019: Cleverly Disguised
- 2023: The Good Word